# Токро білогорлий
Токро білогорлий (Odontophorus leucolaemus) — вид куроподібних птахів родини токрових (Odontophoridae).

## Поширення
Вид поширений в горах Кордильєра-де-Таламанка в Коста-Риці та Панамі. Природним середовищем існування є субтропічний або тропічний вологий гірський ліс.

## Опис
Довжина цього птаха приблизно 23 см. Має темно-коричневу верхню частину тіла і чорну з білими крапками нижню частину. Горло біле.